# Willy Birkelbach
Willy Birkelbach (Fráncfort del Meno, 12 de enero de 1913 - Id. 17 de julio de 2008) fue un político alemán del Partido Socialdemócrata de Alemania (SPD).
Cuando era eurodiputado realizó el Informe Birkelbach en el Parlamento Europeo cuyo título era "Los aspectos políticos e institucionales de la adhesión o de la asociación a la Comunidad" realizado el 15 de enero de 1962, en el que se exigía como requisito para ingresar en la Comunidad Económica Europea (entonces compuesta por seis miembros) el ser un Estado democrático. Aunque no impedía tener con los que no lo fueran otro tipo de relaciones. Esto impedía el ingreso de la España franquista, que lo solicitó en 1962.